# Afonso III das Astúrias
Afonso III das Astúrias o Grande (c. 852 — Zamora, 20 de Dezembro de 910), foi Rei das Astúrias, filho de Ordonho I das Astúrias. Dominou uma revolta dos Bascos em 867 e, mais tarde, outra da Galiza.
Consolidou o Reino da Galiza durante um período de fraqueza dos Omíadas de Córdova.
Em 868, através de Vímara Peres, filho de Pedro Theon, possivelmente filho de Bermudo I, Rei das Astúrias, Afonso III conquista o Porto. Esse facto é marco histórico para o futuro de Portugal. De facto, a partir desta conquista, Vímara torna-se o primeiro conde de Portucale. Vímara Peres foi também o fundador de um pequeno burgo fortificado nas proximidades de Braga, Vimaranis (derivado do seu nome), que com o correr dos tempos, por evolução fonética, tornou-se uma moderna Guimarães, tendo sido o principal centro governativo do Condado Portucalense quando a chegada do conde Dom Henrique de Borgonha, conde de Portucale em 1093.
Em 878, Afonso III conquista a cidade de Coimbra e o correspondente condado Conimbricense. Ordena a redacção das suas crónicas, em que apresenta o Reino das Astúrias como herdeiro do Reino visigótico.
Após a sua morte, a capital do Reino de Leão translada-se para Leão e o reino é dividido pelos seus três filhos: Leão para Garcia I de Leão, Galiza para Ordonho II da Galiza e as Astúrias para Fruela II das Astúrias.

## Esboço biográfico

### Primeiros anos
Ele foi associado ao trono em 853 e cuidou do governo da Galiza. Quando seu pai morreu, ele teve que enfrentar Fruela Bermúdez, conde de Lugo, que estava lutando por sua coroa; até parece que chegou a usurpar-lhe o trono, refugiando-se Afonso em Álava. Um ano depois, Alfonso III recuperou a coroa graças à ajuda do conde Rodrigo de Castela, que enfrentou os partidários de Fruela em 866.

### Na Reconquista
No ano seguinte, 867, ele teve que assistir a uma revolta na parte leste do reino, em Álava, Vascos ou Alavenses, que haviam se revoltado pelo Conde Eylo.
Seu pai, Ordonho, começou o repovoamento dos territórios fronteiriços e Afonso continuou com ele. Os primeiros sucessos foram colhidos em terras portuguesas, onde as tropas do rei Afonso conseguiram situar a fronteira sudoeste no rio Mondego. O Conde Vímara Peres em 868 conquistou o Porto  e repovoou a comarca. Em 878, o exército do rei Afonso III, com o conde Hermenegildo Guterres no comando, enfrentou as forças muçulmanas liderados pelo emir de Córdova Maomé I que tinham começado um ataque contra o Porto. Depois de ter derrotado as forças do emir e expulsado os habitantes muçulmanos de Coimbra e Porto, de ambas as cidades as tropas cristãs, liderados por Hermenegildo, ocuparam e repovoaram, homens trazidos da Galiza, outras cidades como Braga, Viseu e Lamego. Coimbra, Lamego e Viseu foram conquistados novamente em 987 por Almançor e não foram até 1064, quando foram finalmente reconquistadas pelo rei Fernando I de Leão.
Afonso III teve que enfrentar a ofensiva do príncipe omíada Almondir, filho do emir Maomé I de Córdova. A luta foi quase constante entre 875 e 883. Os primeiros ataques omíadas foram dirigidos a Leão e O Bierzo, mas falharam. A contraofensiva cristã foi resolvida com a tomada de Deça e Atiença.
Ibne Maruane, senhor de Mérida e rebelde do emir de Córdova, enviou-o para agradar ao ministro do emir, Haxime ibne Abedalazize. Isso levou a que 878 Almondir dirigiu-se as suas hostes novamente para Leão e Astorga, enquanto Salide ibne Ganime chegou a Órbigo. O grande rei, para evitar a união dos dois exércitos, saiu ao encontro do segundo que derrotou na batalha de Polvoraria, na confluência dos rios Órbigo e Esla. Almondir então empreendeu a retirada, mas Alfonso III interceptou-o no vale de Valdemora, onde ele o derrotou. Emir Maomé foi forçado a pagar o resgate e assinar uma trégua de três anos. Foi a primeira vez que Córdova pediu a paz.
Os dois reis consideraram a trégua como um parênteses, preparando-se para o próximo ataque: Maomé armou uma frota para atacar a Galiza pelo mar, mas esta foi destruída por uma tempestade. Afonso e ibne Maruane desceram pelo vale do Tejo e derrotaram o exército cordovês em Monte Oxifer, junto ao rio Guadiana.
Como vingança, Maomé atacou no ano de 882 o reino de Saragoça, onde Afonso enviara seu filho Ordonho para ser educado com os Banu Cassi, filhos de Musa, avançando pela antiga estrada romana até Leão. Houve uma troca de prisioneiros e os cordoveses se retiraram. Eles repetiram a campanha em 883 com o mesmo resultado. Em 884, Maomé I e Afonso III assinaram a paz, uma vez que ambos começaram a ter sérios problemas internos. O grande rei foi recebido com uma ascensão liderada por seus irmãos Fruela, Odoário e Bermudo, que se tornaram fortes em Astorga, apoiados por várias acusações, mas foram rapidamente derrotados e executados.

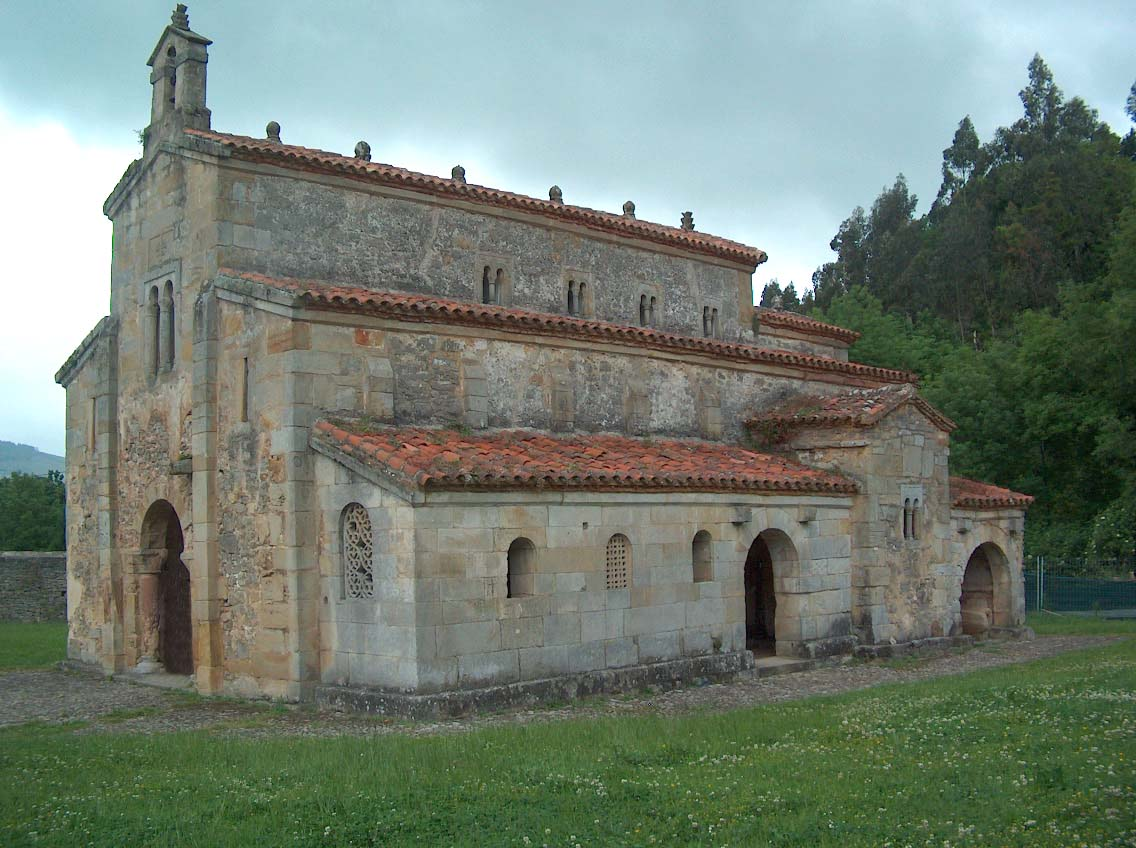
Igreja de São Salvador de Valdediós, fundada pelo rei Afonso III

Em 901, o rebelde omíada ibne Alquite proclamou o Mahdi, pregou a guerra santa e atacou Zamora - que resistiu. O líder messiânico, abandonado pelos seus, foi derrotado e morto em batalha no que é conhecido como o Dia de Zamora. Naqueles anos, o emirado de Córdova sofreu rebeliões civis, por isso parou de perturbar o reino das Astúrias que, no entanto, enfrentou seus ex-aliados de Mérida e do vale do Ebro: aliado ao conde de Pallars, ele deu um golpe que conseguiu derrotar o Banu Qasi e instalar um navarro, Sancho Garcés I, no trono pamplonés.

### Fim do reinado
No final de seus dias, seu filho Garcia se revoltou, que se havia casado com Nuña, filha do conde de Castela Munio Núñez. que foi o instigador da conspiração contra o rei. Capturado García por seu pai, seu sogro Nuño provocou uma revolta auxiliada por Jimena, Ordoño e Fruela. A Rainha Jimena "abasteceu estes casteloss nas terras de Leão, Alba, Gordón, Arbolio e Luna, e deu-os a seu filho Don Garcia". O castelo de Luna teve importância singular ao receber o tesouro real. Afonso III, foi relegado a Boides, uma aldeia perto de San Salvador de Valdediós, depois fez uma peregrinação a Santiago, fez uma "expedição militar autorizada por García para as terras de Mérida", e morreu ea 20 de dezembro de 910 à meia-noite em Zamora no retorno da incursão.
A partir desse momento, o reino das Astúrias, ampliado com extensos territórios, viu a capital transferida de Oviedo para Leão e começará a falar-se do reino de Leão e a partir daí, os novos soberanos seriam reges Legionis, isto é, reis de Leão, com divisões ocasionais do reino asturiano entre Astúrias, Galiza e Leão. Com as fronteiras estendidas ao rio Douro e ao Mondego, começaram a fluir moçárabes. Embora o reino tenha sido dividido entre seus três filhos por alguns anos: para García, Leão; para Ordonho, Galiza e Portugal; e para Fruela, Asturias.

## Morte e sepultura
Afonso III faleceu na cidade de Zamora a 20 de Dezembro de 910 à meia-noite. O seu cadáver foi conduzido à cidade de Astorga e enterrado na catedral de Dita Ciudade, na que posteriormente seria sepultada sua esposa, a rainha Jimena de Asturias que faleceu dois anos depois en 912. Os seus restos foram depositados no sarcófago de Astorga.
Posteriormente, no ano de 986, os restos de Afonso III e os de sua esposa foram trasladados, por ordem do rei Bermudo II de Leão, na cidade de Oviedo, porque o monarca leonês temia que os restos mortais de ambos fossem profanados pelas tropas muçulmanas lideradas por Almançor, que na época estava avançando em direção ao reino de Leão, sendo depositado no panteão dos reis da capela de Nossa Senhora do Rei Casto da catedral de Oviedo, onde foram sepultados numerosos membros da realeza asturleonesa.

## Descendência
Casou entre 28 de Maio e 20 Dezembro de 873 com Jimena (morta em 25 de novembro de 912), cuja identidade não está confirmada, apesar de alguns historiadores acreditarem que foi a filha de Garcia Íñiguez de Pamplona e de Urraca, e irmã do rei Fortunio Garcês.  Deste casamento teve:

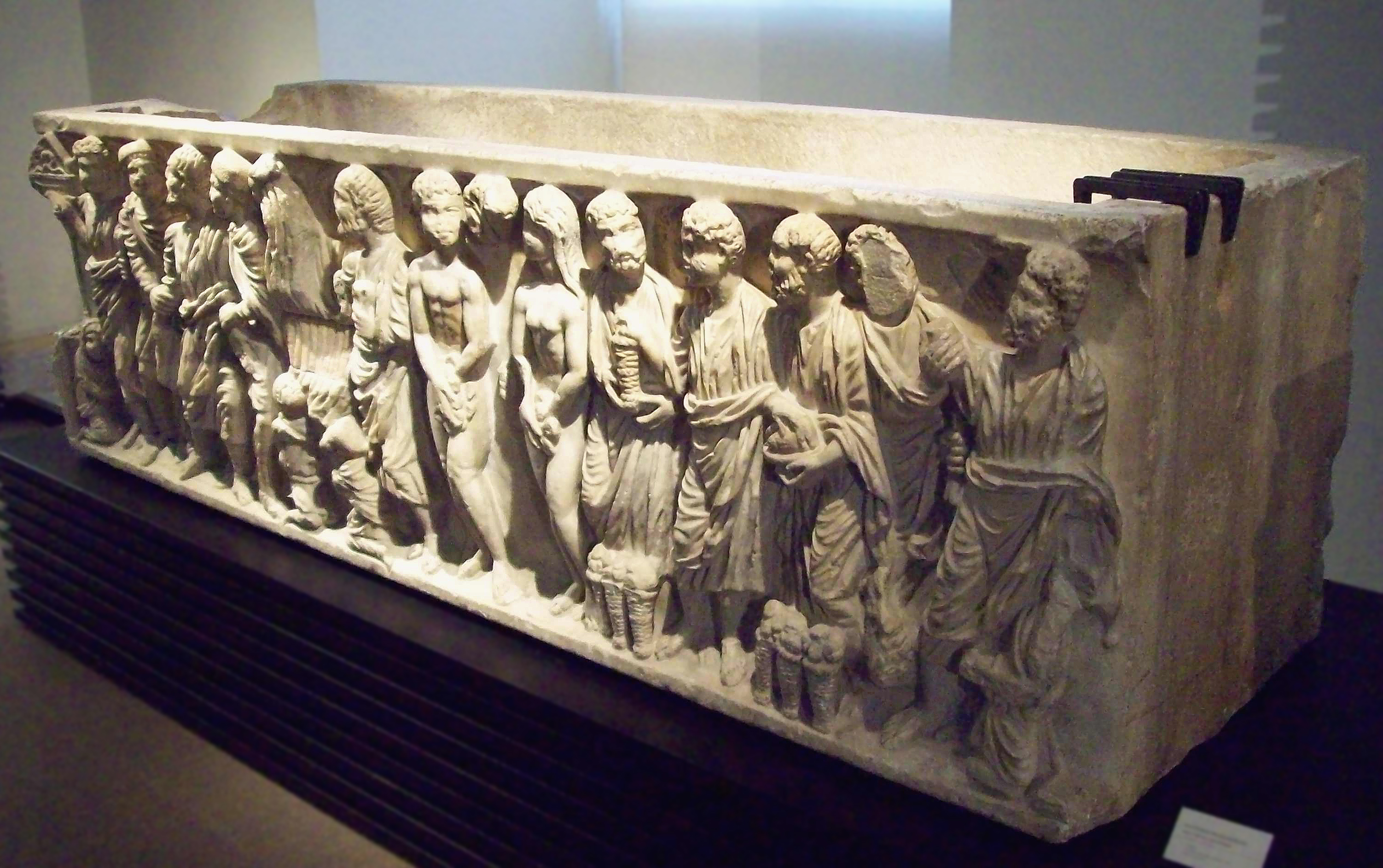
Sarcófago de San Justo de la Vega do rei Afonso III, agora no Museu Arqueológico Nacional (Madrid)

- Garcia I de Leão (c. 875–914),[21]rei de Leão casado com Muniadona.
- Ordonho II da Galiza e Leão (c. 876–924),[21] rei da Galiza, e mais tarde de Leão. Herdou o trono de Leão com a morte de seu irmão mais velho, García I de Leão.
- Gonçalo das Astúrias (m. c. 920), confirmado em numerosos privilégios da época, emitido por seus pais e irmãos, e foi arcediago da Catedral de Oviedo. Alguns autores sugerem que provavelmente estará sepultado no Panteão dos Reis da Catedral de Oviedo.
- Fruela II das Astúrias e Leão (c. 877-925), rei das Astúrias e, posteriormente, de Leão.
- Ramiro das Astúrias (m. 929), alguns autores sugerem a possibilidade de que herda o reino das Astúrias quando seu irmão, Fruela morre. No entanto terá herdado o trono com a morte de Ordonho II da Galiza e Leão. Pode ter se casado com a rainha Urraca das Astúrias viúva de seu irmão Fruela.[22]  De acordo com a inscrição em seu túmulo no Panteão dos Reis da Catedral de Oviedo, morreu a 31 de março de 929.
- Sancha e duas filhas cujo nome é desconhecido.

## Bibliografa
- Arco y Garay, Ricardo del (1954).  Instituto Jerónimo Zurita. Consejo Superior de Investigaciones Científicas, ed. Sepulcros de la Casa Real de Castilla (em espanhol) 1ª ed. Madrid: [s.n.] OCLC 11366237
- Carriedo Tejedo, Manuel (1993–1994). «Nacimiento, matrimonio y muerte de Alfonso III el Magno» (PDF). Oviedo. Asturiensia medievalia (em espanhol) (7): 129-145. ISSN 0301-889X
- Fernández Catón, José Mª (2006).  Centro de Estudios e Investigación San Isidro, ed. Documentos de la monarquía leonesa de Alfonso III a Alfonso VIII (em espanhol). 2 vol. León: Testimonio Compañía Editorial, S.A. ISBN 848766783X
- Martínez Díez, Gonzalo (2004). El Condado de Castilla(711-1038): la historia frente a la leyenda (em espanhol). Valladolid: Junta de Castilla y León. ISBN 84-9718-275-8
- Salazar y Acha, Jaime de (2006). «Urraca. Un nome egregio en la onomástica altomedieval». En la España medieval (em espanhol) (1): 29-48. ISSN 0214-3038[ligação inativa]
- Ubieto Arteta, Antonio (1993). Crónica de Alfonso III (em espanhol). Zaragoza: Anubar. ISBN 84-86844-98-3